# تلكي
تلكي (بالفارسية: تلکی) هي قرية تقع في قسم تشناران الريفي (مقاطعة تشناران) في إيران. يقدر عدد سكانها بـ 183 نسمة .